# Bridelia speciosa
Bridelia speciosa är en emblikaväxtart som beskrevs av Johannes Müller Argoviensis. Bridelia speciosa ingår i släktet Bridelia och familjen emblikaväxter. Inga underarter finns listade i Catalogue of Life.